# Eueana niveociliaria
Eueana niveociliaria är en fjärilsart som beskrevs av Herrich-Schäffer 1870. Eueana niveociliaria ingår i släktet Eueana och familjen mätare. Inga underarter finns listade i Catalogue of Life.